# Hyperlopha flexuosa
Hyperlopha flexuosa là một loài bướm đêm trong họ Noctuidae.